# حنان (الكتاب المقدس)

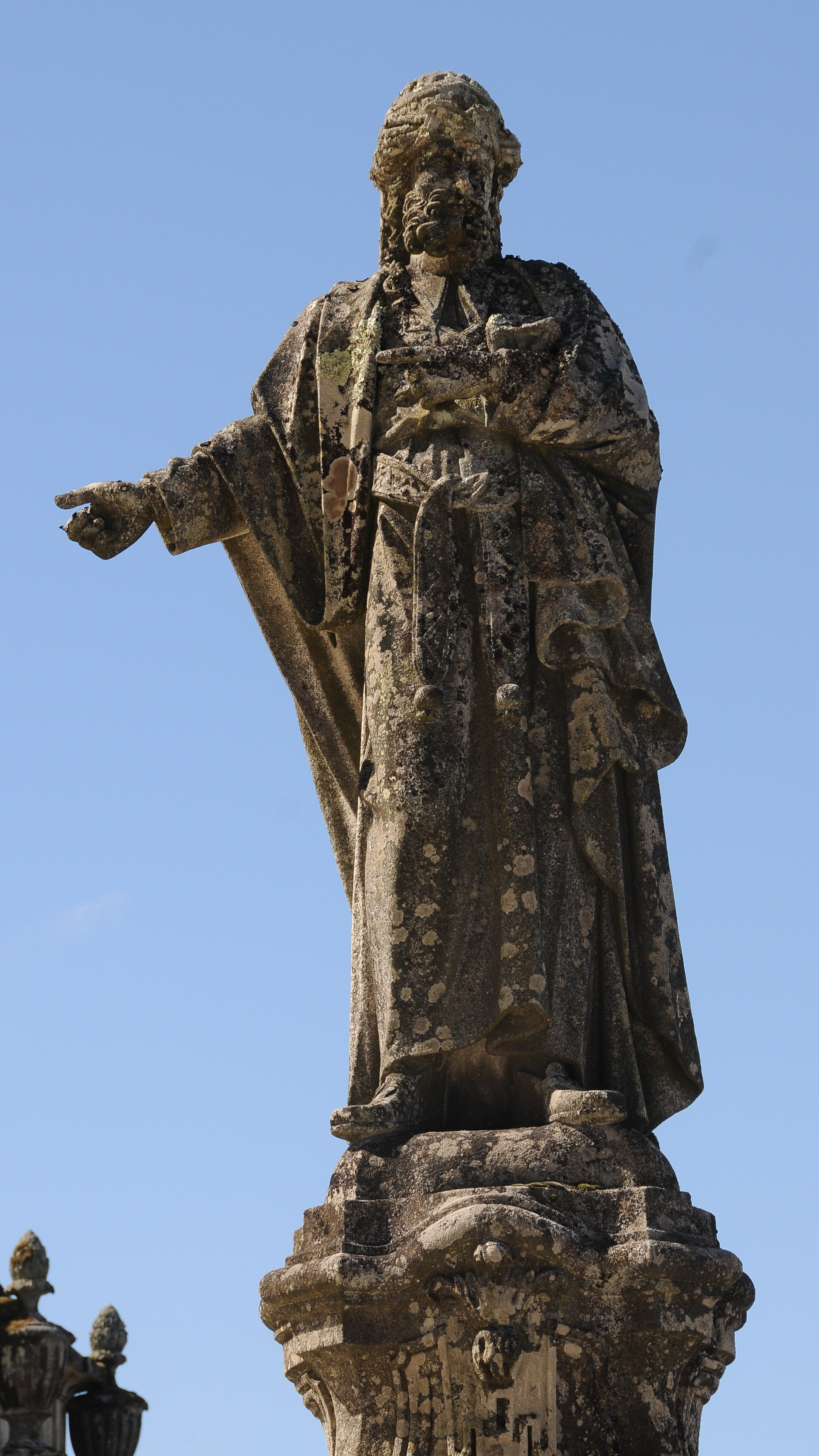
تمثال حنّان في براغ

حنّان اسم عبري اختصار «حنانيا» ومعناه «الرب تحنن». وكان حنَّان رئيس كهنة، وزعيماً للحزب الكهنوتي في أورشليم في أيام يسوع المسيح على الأرض. وكان لحنَّان نفوذ واسع. وهو ابن شيث وقد عينه رئيساً للكهنة، كيرينيوس حاكم سوريا في السنة السابعة الميلادية، فقد كان التعيين في هذا المركز والطرد منه في ذلك الوقت، يتوقفان على أهواء الولاة الرومانيين.وقد خلع «فاليرويوس جراتوس» حنَّان في السنة الخامسة عشرة بعد الميلاد، ولكن رغم خلعه من رئاسة الكهنوت رسمياً، ظل يمارس نفوذاً كبيراً كأعظم رأس في الكهنوت، واستطاع أن يستخدم أفراداً من عائلته لتحقيق أغراضه. وتبدو حنكته الدبلوماسية في أنه استطاع أن يولى خمسة من أبنائه تباعاً، وصهره قيافا، رياسة الكهنوت، ولو أنه لم يعش إلى أن يرى ابنه الخامس ـ «حنَّان الثاني» ـ يشغل هذا المركز. وحنان الثاني هذا هو الذي أمر برجم يعقوب البار حتى الموت في 62م. ومما يدل أيضاً على استمرار نفوذه القوي ـ بعد زمن من خلعه من رياسة الكهنوت رسمياً ـ أنه ظل يُطلق عليه لقب «رئيس الكهنة». وأول مرة يظهر فيها اسمه في الكتاب المقدس، هي عندما اجتمع رؤساء الشعب وشيوخه في أورشليم «مع حنان رئيس الكهنة وقيافا ويوحنا والاسكندر وجميع الذين كانوا من عشيرة رؤساء الكهنة» (أ ع 4: 6) والأرجح أن «حنان» هذا هو رئيس الكهنة المذكور في إنجيل يوحنا (18: 19و22) رغم ذكر قيافا أيضاً رئيساً للكهنة (يوحنا 18: 13و24). ومما يستلفت النظر بشدة ما ذكره لوقا البشير:«في أيام رئيس الكهنة حنان وقيافا» (لو 3: 2) وكأنهما كانا شريكين في رياسة الكهنوت. ويبدو أن التفسير المعقول لذلك، هو أن تقدم حنان في السن وقوة شخصيته، جعلا منه رئيس الكهنة الفعلي، بينما لم يكن لقيافا سوى اللقب.وكان حنان من الصدوقيين الأرستقراطيين، فكان مثلهم في الغطرسة والدهاء والطموح وسعة الثراء، كما كان هو وأسرته مضرب المثل في الجشع والطمع. ويبدو أن المصدر الرئيسي لثرائهم، كان المتاجرة في ما كان يلزم الهيكل من الذبائح والتقدمات من خراف وحمام وخمر وزيت، التي كانوا يجمعونها في المظال الأربع الشهيرة التي كانت تعرف «بمظال أبناء حنان» على جبل الزيتون، مع وجود «فرع» لهم في دائرة الهيكل نفسه. ففي مواسم الأعياد كانوا يحتكرون هذه التجارة ويفرضون أسعاراً باهظة. وهذا يفسر لنا العبارة الشديدة التي وجهت لهم في الإنجيل: «بيتي بيت الصلاة يدعى لجميع الأمم، وأنتم جعلتموه مغارة لصوص» (مرقس 11: 15-19). وقد جاءت عنهم هذه اللعنة في التلمود:«ويل لبيت حنان ! ويل لمن يفحون فحيح الأفعى»!.أما عن الدور الذي قام به حنان في محاكمة يسوع المسيح، فإن كان لا يبرز بروزاً واضحاً في قصة الإنجيل، إلا أنه ـ على ما يبدو ـ لعب أهم دور في توجيه الأحداث. وذكر رينان ـ في كتابه «حياة يسوع» ـ في قوْله: «لقد كان حنان هو الشخصية الرئيسية في تلك الدراما، فهو يتحمل أكبر نصيب من لعنة تلك المأساة، أكثر جداً مما يتحمل قيافا أو بيلاطس».لقد كان قيافا ـ كرئيس الكهنة الرسمي ـ رئيساً للسنهدريم الذي حكم على يسوع، لكن حنان العجوز الماكر هو الذي كان يوجه الأحداث. فنعلم أن الجند والقائد وخدام اليهود الذين قبضوا على يسوع: «مضوا به إلى حنان أولاً» (يو 18: 12و13). والسبب في ذلك ـ هو «لأنه كان حما قيافا» يوضح بجلاء كامل حقيقة وطبيعة المحاكمة كلها. وقد قام حنان (فهو على الأرجح المقصود بما جاء في يو 18: 19ـ23). باستجواب «يسوع عن تلاميذه وعن تعليمه». ولا تذكر الأناجيل الثلاثة الأولى شيئاً عن هذا الاستجواب، ولعل ذلك يرجع إلى أنه كان استجواباً مبدئياً غير رسمي وله طبيعة خاصة، إذ كان لجمع المعلومات للمحاكمة الرسمية. وإذا فشل حنان في الحصول من يسوع على شيء ذي قيمة «أرسله موثقاً إلى قيافا رئيس الكهنة» (يو 18: 24). ولا شك في أن حنان حضر كل اجراءات المحاكمة التي أعقبت ذلك رغم أنه لم يذكر عنه شيء بعد.